# روبرتو دتوره پیاتسولی
روبرتو دتوره پیاتسولی (ایتالیایی: Roberto D'Ettorre Piazzoli؛ زادهٔ ۲۷ آوریل ۱۹۴۲) فیلم‌بردار و تهیه‌کننده فیلم اهل ایتالیا است.
از فیلم‌ها یا مجموعه‌های تلویزیونی که وی در آن‌ها نقش داشته‌است، می‌توان به خواهران و برادران و جنگ ستارگان ورای بعد سوم اشاره نمود.